# 紀元前526年
紀元前526年（きげんぜん526ねん）は、西暦（ローマ暦）による年。紀元前1世紀の共和政ローマ末期以降の古代ローマにおいては、ローマ建国紀元228年として知られていた。紀年法として西暦（キリスト紀元）がヨーロッパで広く普及した中世時代初期以降、この年は紀元前526年と表記されるのが一般的となった。

## 他の紀年法
- 干支 : 乙亥
- 日本
  - 皇紀135年
  - 安寧天皇23年
- 中国
  - 周 - 景王19年
  - 魯 - 昭公16年
  - 斉 - 景公22年
  - 晋 - 昭公6年
  - 秦 - 哀公11年
  - 楚 - 平王3年
  - 宋 - 元公6年
  - 衛 - 霊公9年
  - 陳 - 恵公8年
  - 蔡 - 平侯5年
  - 曹 - 平公2年
  - 鄭 - 定公4年
  - 燕 - 共公3年
  - 呉 - 呉王僚元年
- 朝鮮
  - 檀紀1808年
- ベトナム :
- 仏滅紀元 : 19年
- ユダヤ暦 : 3235年 - 3236年

## できごと

### 中国
- 斉が徐に侵攻した。斉軍が蒲隧に達すると、徐は講和を申し入れ、蒲隧で盟を交わした。
- 楚の平王が戎蛮子嘉を誘い出して殺し、蛮氏を占領した。
- 晋の韓起（韓宣子）が鄭を訪れ、子産と会談した。
- 魯の昭公が晋から帰国した。

## 死去
- 昭公 - 晋の君主